# Fragment
 (novembre 2022).
Si vous disposez d'ouvrages ou d'articles de référence ou si vous connaissez des sites web de qualité traitant du thème abordé ici, merci de compléter l'article en donnant les références utiles à sa vérifiabilité et en les liant à la section « Notes et références ».
Pour les articles homonymes, voir Fragment (homonymie).
Le fragment est une forme littéraire en prose d'une extrême brièveté.
La forme, très ancienne, existe dans toutes les langues. Ainsi, vers l'an 1000, la poétesse japonaise Sei Shônagon, dame de compagnie de l'impératrice Sadako, inventorie dans le Makura-no-sôshi (Notes de chevet, littéralement Poèmes à l’oreiller) ce qu’elle aime, ce qu'elle déteste, ce qu’elle trouve ridicule, ou triste. Elle inaugure un nouveau genre littéraire, le zuihitsu (« au fil du pinceau »).
Cette forme littéraire n'est pas à confondre avec les fragments historiques. Ceux-ci se rapportent à des textes antiques nous étant partiellement parvenus grâce aux ouvrages d'autres auteurs ou des documents tels que les papyri. Dans leur définition historique, les fragments ne correspondent donc à aucune forme littéraire en particulier.

## En France
En France, ce type d'écriture fut d’abord utilisé par Blaise Pascal. Xavier Forneret reprend la formule au XIXe siècle pour une série de fragments Sans titre, caractérisés par l'humour noir. Félix Fénéon s'inscrit dans cette lignée pour ses Nouvelles en trois lignes. D’autres auteurs, depuis, ont creusé ce sillon, parfois autobiographique. Parmi eux figurent Roland Barthes, les oulipiens Georges Perec (et son livre Je me souviens) et Hervé Le Tellier (et Les amnésiques n'ont rien vécu d'inoubliable, mille réponses à la question « À quoi tu penses ? »), ou encore Michelle Grangaud, pour son recueil Geste. Valérie Mréjen (dans Eau sauvage, le parfum de son père) fait appel à cette forme pour évoquer ses souvenirs familiaux. C'est encore le cas de Laurent Bourdelas (Le Chemin des Indigotiers ou Les Chroniques d'Aubos), de Patrick Mialon ou Colette Corneille. Le fragment a aussi été utilisé dans de larges pans des œuvres de Henri Michaux, Emil Cioran et Christian Bobin.
S’y apparentent également des formes comme les fragments de la Comédie humaine dans les Ébauches rattachées à la Comédie humaine de Balzac, les nouvelles très courtes de Philippe Cousin, de Jacques Sternberg, les nanotextes de Patrick Moser et les micronouvelles d'humour noir de Jacques Fuentealba (Tout feu tout flamme).
La forme du fragment questionne le fractionnement de la mémoire et de la pensée. Elle ramène au parcellaire et au dérisoire, donc, contradictoirement, à une forme d’universalité.

## Romantisme allemand
Le fragment est une forme littéraire privilégiée du premier romantisme allemand.  Selon le germaniste Roger Ayrault, l'idée de « fragment » chez Chamfort est l'une des sources du « fragment romantique ». Christian Godin cite Friedrich Schlegel qui décrit le fragment romantique en ces termes: « Pareil à une petite œuvre d'art, le fragment doit être totalement détaché du monde environnant, et clos sur lui-même comme un hérisson »,.

## En Amérique latine
L'écrivain Augusto Monterroso a marqué l'histoire de la littérature en rédigeant le récit le plus court en langue espagnole, Le dinosaure, dont la brièveté n'a été dépassée (en 2005) que par la micronouvelle de Luis Felipe Lomelí, L'Émigrant

## Liste d'ouvrages de forme fragmentaire
- Si vous ne connaissez pas le sujet, laissez ce bandeau (vous pouvez alors contacter les auteurs).
- Si vous supprimez le contenu mis en cause (vous pouvez préalablement contacter les auteurs),

argumentez précisément cette suppression dans la page de discussion
(un manque de référence n'est pas un argument ; une recherche réelle de référence doit avoir été effectuée, être formellement documentée).
- François de La Rochefoucauld : Réflexions ou sentences et maximes morales (1664) ;
- Blaise Pascal : Pensées (1669) ;
- Sébastien-Roch Nicolas de Chamfort : Maximes et pensées, caractères et anecdotes (1795) ;
- Novalis,
  - Le brouillon général (1797-1798)
  - Grains de pollen (Blüthenstaub, 1798), paru dans la revue Athenaeum.
- Friedrich Schlegel,
  - (de) Kritische Fragmente (Lyceums-Fragmente), 1797
  - (de) Fragmente (Athenaeums-Fragmente), 1797-1798; (fr) Fragments, traduits par Armel Guerne dans Les Romantiques allemands, Desclée de Brouwer, 1956 et 1963, réédition Phébus, 2004.
- Johann Wilhelm Ritter : Fragments posthumes tirés des papiers d'un jeune physicien (1810)
- Giacomo Leopardi : Zilbaldone (1817-1832) ;
- Xavier Forneret : Sans titre, par un homme noir blanc de visage (1838) ;
- Paul Valéry : Cahiers (1892-1945) ;
- Ludwig Wittgenstein : Tractatus (1921) ;
- Franz Kafka : Les aphorismes de Zürau (1931) ;
- Félix Fénéon : Nouvelles en trois lignes (1948);
- Emil Cioran : De l'inconvénient d'être né (1973) ;
- Gustave Thibon : L'illusion féconde (1975) ;
- Roland Barthes : Fragments d'un discours amoureux (1977) ;
- Henri Michaux : Poteaux d'angle (1978) ;
- Ph. Lacoue-Labarthe et J.-L. Nancy : L'Absolu littéraire : Théorie de la littérature du romantisme allemand (1978) ;
- Maurice Blanchot : L'écriture du désastre (1980) ;
- Roger Munier : Le visiteur qui jamais ne vient (1983) ;
- Anthologie : Fouilles archéobibliographiques (fragments), édition établie et préfacée par Fabrice Mundzik